# Craig Fagan
Craig Anthony Fagan (Birmingham, 1982. december 11.) angol labdarúgó. Középpályásként és csatárként is bevethető.

## Pályafutása

### Kezdeti évek
Fagan a Birmingham Citynél kezdte profi pályafutását 2002-ben, de nem tudta beverekedni magát a klub első csapatába, mindössze egy bajnoki meccsen kapott lehetőséget. A Bristol Citynél és a Colchester Unitednél is megfordult kölcsönben, utóbbi csapata 2004-ben véglegesen is leigazolta.

### Hull City AFC
2005. február 28-án leigazolta a Hull City. A vételárat nem hozták nyilvánosságra, de egyes hírek szerint egy 125 ezer font körüli összegről lehet szó. Öt nappal később, a Tranmere Rovers ellen debütált és gólt is szerzett. A Tigriseknél szélsőként és csatárként is bizonyíthatott. Mindkét poszton megállta a helyét és egyre több találgatás látott napvilágot a jövőjével kapcsolatban. 2007 januárjában 750 ezer fontért végül a Derby Countyhoz került.

### Derby County FC
Fagannek hamar sikerült beilleszkednie új csapatába, 2007. január 13-án mutatkozott be a Sheffield United ellen. A szezon végéig 17 meccsen kapott lehetőséget és egy gólt szerzett, egy Leicester City elleni 1-1-es meccsen. A Derby County bejutott a másodosztály rájátszásába, melyet meg is nyert. Fagan mindhárom meccsen pályára lépett.
A Premier League-ben szenvedett a csapat, de Fagan szinte állandóan a pályán volt, igaz nem csatárként, hanem szélsőként szerepelt. Egy Liverpool ellen 6-0-ra elvesztett mérkőzés után négy meccsre eltiltották az Álvaro Arbeloa ellen elkövetett szabálytalansága miatt. 2008. március 7-én kölcsönvette korábbi csapata, a Hull City.
Egy nappal később, a Scunthorpe United ellen játszott először a csapatban. Az idény végén a Hull megnyerte a rájátszást és története során először feljutott az élvonalba.

### Hull City AFC
2008. július 2-án véglegesen is visszatért a Hull Cityhez, a narancssárga mezesek 750 ezer fontot adtak érte. 2008. szeptember 13-án egy Newcastle United elleni mérkőzésen eltört a sípcsontja Danny Guthrie kemény belépője után. December 26-án góllal tért vissza, a Manchester City ellen.

## Külső hivatkozások
- Craig Fagan pályafutásának statisztikái a Soccerbase oldalon (angolul)

## Fordítás
- Ez a szócikk részben vagy egészben  a   Craig Fagan című angol Wikipédia-szócikk fordításán alapul.  Az eredeti cikk szerkesztőit annak laptörténete sorolja fel. Ez a jelzés csupán a megfogalmazás eredetét és a szerzői jogokat jelzi, nem szolgál a cikkben szereplő információk forrásmegjelöléseként.